# Repräsentantenhaus von Alabama
Das Repräsentantenhaus von Alabama (Alabama House of Representatives) ist das Unterhaus der Alabama Legislature, der Legislative des US-Bundesstaates Alabama.
Die Parlamentskammer setzt sich aus 105 Abgeordneten zusammen, die jeweils einen Wahldistrikt repräsentieren. Jede dieser festgelegten Einheiten umfasst eine Zahl von durchschnittlich 42.380 Einwohnern. Die Abgeordneten werden jeweils für vierjährige Amtszeiten gewählt; eine Beschränkung der Amtszeiten existiert nicht. Das Repräsentantenhaus von Alabama ist eines von nur fünf Unterhäusern in den Vereinigten Staaten, wo dieses geschieht. Geradezu alle anderen Unterhäuser, einschließlich des US-Repräsentantenhauses, werden für eine zweijährige Amtszeit gewählt.
Der Sitzungssaal des Repräsentantenhauses befindet sich gemeinsam mit dem Staatssenat im Alabama State House in der Hauptstadt Montgomery.

## Struktur der Kammer
Vorsitzender des Repräsentantenhauses ist der Speaker of the House. Er wird zunächst von der Mehrheitsfraktion der Kammer gewählt, ehe die Bestätigung durch das gesamte Parlament folgt. Der Speaker ist auch für den Ablauf der Gesetzgebung verantwortlich und überwacht die Abstellungen in die verschiedenen Ausschüsse. Derzeitiger Speaker ist Nathaniel Ledbetter, Abgeordneter der Republikaner aus dem 24. Wahldistrikt (DeKalb County).
Weitere wichtige Amtsinhaber sind der Mehrheitsführer (Majority leader) und der Oppositionsführer (Minority leader), die von den jeweiligen Fraktionen gewählt werden. Majority leader der Republikaner ist Scott Stadthagen aus dem 9. Wahldistrikt (Morgan County). Die demokratische Minderheitsfraktion wird momentan von Anthony Daniels aus dem 53. Wahldistrikt (Madison County) angeführt. Neben diesen drei wichtigen Positionen gibt es noch den Speaker Pro Tempore. Derzeit bekleidet Chris Pringle, republikanischer Abgeordneter aus dem 101. Wahlbezirk (Mobile County), diesen Posten.

## Zusammensetzung nach der Wahl im Jahr 2022
| Partei | Partei                 | Abgeordnete |
| ------ | ---------------------- | ----------- |
|        | Republikanische Partei | 77          |
|        | Demokratische Partei   | 28          |
| Summe  | Summe                  | 105         |